# Thuyết tha sinh

Thuyết tha sinh cho rằng các thiên thể có khả năng chuyển các dạng sống như vi khuẩn hoàn chỉnh với ADN của chúng xuyên không gian đến Trái đất.

Thuyết tha sinh là giả thuyết khoa học hiện đại về nguồn gốc sự sống trên Trái Đất, cho rằng sự sống phổ biến và phát tán trong Vũ trụ nhờ bụi vũ trụ trong không gian, thiên thạch, tiểu hành tinh, sao chổi cũng như các vật thể khác kể cả "mầm sống" như các vi sinh vật ngoài Trái Đất do tàu vũ trụ bị "ô nhiễm" mang về. Đây là khái niệm dịch từ thuật ngữ tiếng Anh là panspermia (gốc từ tiếng Hy Lạp cổ đại, ghép từ πᾶν (cái chảo) và σπέρμα (hạt giống).
Hiện nay, giả thuyết Panspermia này được đánh giá là một lý thuyết khoa học ngoài lề (fringe theory) và ít được sự ủng hộ của các nhà khoa học chính thống. Còn các nhà phê bình thì cho rằng giả thuyết này không giải quyết được nguồn gốc thực sự của sự sống, mà chỉ đơn thuần chuyển nguồn gốc sự sống "lên trời"; ngoài ra nó cũng bị chỉ trích vì không thể kiểm chứng được bằng thí nghiệm khoa học. Tuy nhiên, giả thuyết này cũng chưa bị bác bỏ.